# Katarzyna Kowalska

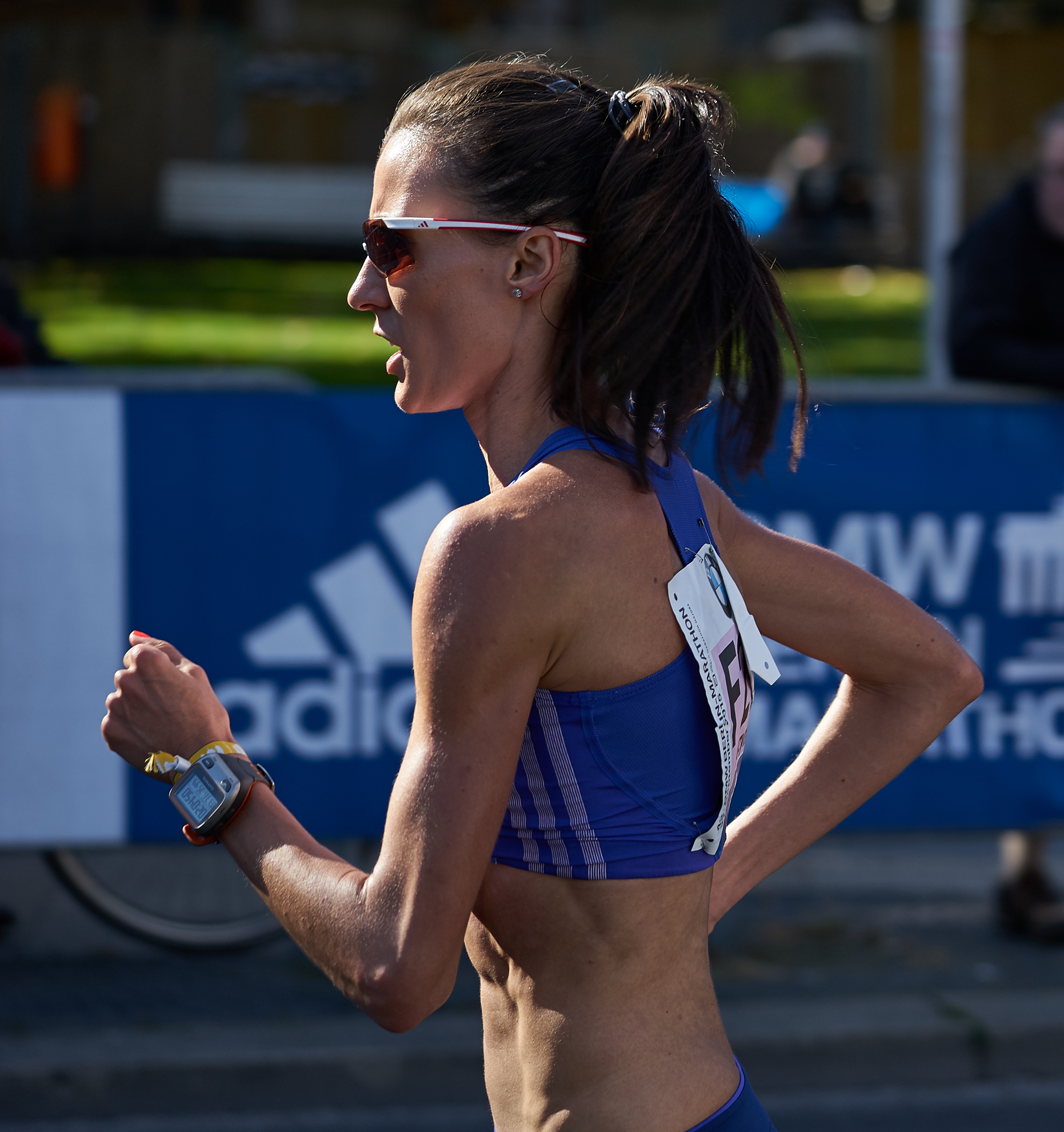
Katarzyna Kowalska beim Berlin-Marathon 2015

Katarzyna Kowalska (* 7. April 1985 in Lipno) ist eine polnische Langstreckenläuferin, die sich auf den 3000-Meter-Hindernislauf spezialisiert hat. Sie vertrat Polen bei den Olympischen Spielen 2008 in Peking und erreichte das Finale bei den Leichtathletik-Weltmeisterschaften 2009. Sie nahm auch an den Europameisterschaften 2006 und Weltmeisterschaften 2007 teil.
Sie wurde 39. bei den U23-Europameisterschaften. Mit unter 23 gewann sie zahlreiche Medaillen, unter anderem zweimal Gold bei den U23-Europameisterschaften und einmal Bronze bei den Crosslauf-Europameisterschaften.

## Karriere
Ihr erster internationaler Wettbewerb waren die Juniorenweltmeisterschaften 2004, wo sie in ihren Durchgängen vierte wurde. Kowalska gewann 2005 bei den U23-Leichtathletik-Europameisterschaften Gold. 2006 gewann sie Bronze beim Europacup und bei den Europameisterschaften erzielte eine persönliche Bestzeit von 9:42,50 min in der Qualifikation, bevor sie als neunte das Finale erreichte. Sie vertrat Europa beim Weltcup über die 5000 Meter in Athen, wo sie als letzte das Ziel erreichte. Sie lief auch bei den Crosslauf-Europameisterschaften 2006, wo sie im Einzel neunte und mit dem Team Zweite wurde. Sie gewann die Goldmedaille beim Europacup 2007 und verteidigte ihren Titel bei den U23-Europameisterschaften. Ebenfalls 2007 bei den Weltmeisterschaften wurde sie nur Elfte. Im Dezember desselben Jahres bei den Crosslauf-Europameisterschaften gewann sie im Einzel und im Team Bronze. Sie vertrat Polen bei den Olympischen Spielen 2008 wo sie Elfte wurde. Mit ihrer neuen persönlichen Bestzeit von 9:26,93 min erreichte Kowalska zum ersten Mal als Seniorin das Finale bei den Weltmeisterschaften und wurde zwölfte. Beim Leichtathletik-Weltfinale 2009 wurde sie Achte. 2010 bei den Crosslauf-Weltmeisterschaften wurde sie 36. und bei den Crosslauf-Europameisterschaften Zehnte.